# 윈도우 미디어 플레이어
윈도우 미디어 플레이어(Windows Media Player, WMP)는 마이크로소프트에서 제작한 자사의 윈도우에서 작동하는 미디어 플레이어이다. WMP 11판은 윈도우 XP 서비스팩 2 또는 윈도우 비스타가 설치된 개인용 컴퓨터에서만 작동된다. 미국 마이크로소프트 본사에서 제품 이름을 외국어로 옮길 수 없다는 사안이 제출되기 전에 출시된 윈도우 3.0, 윈도우 3.1x, 윈도우 95, 윈도우 NT 4.0에서는 "매체 재생기"라는 용어를 사용하기도 했다.

## 지원하는 포맷
윈도우 미디어 플레이어가 지원하는 미디어 파일 포맷은 다음과 같다.
- 윈도우 미디어 형식(.asf, .wma, .wmv, .wm)
- 윈도우 미디어 메타파일(.asx, .wax, .wvx, .wpl)
- 마이크로소프트 디지털 비디오 레코딩(.dvr-ms)
- 윈도우 미디어 다운로드 패키지(.wmd)
- Audio Visual Interleave(.avi)
- MPEG(.mpg, .mpeg, .m1v, .mp2, .mp3, .mpa, .mpe, .mpv2, .m3u)
- MIDI(.mid, .midi, .rmi)
- 오디오 인터체인지 파일 포맷( .aif, .aifc, .aiff)
- 썬 마이크로시스템즈 및 NeXT (.au, .snd)
- 윈도우를 위한 오디오(.wav)
- CD 오디오 트랙(.cda)
- 인데오 비디오 테크놀로지(.ivf)
- 윈도우 미디어 플레이어 스킨(.wmz, .wms)
- 퀵타임 콘텐츠(.mov, .qt)

## 출시 역사
버전 9가 마이크로소프트가 개발한 OS X용 윈도우 미디어 플레이어의 마지막 버전이다. 2006년 1월 12일에 마이크로소프트사는 맥용 윈도우 미디어 플레이어의 개발을 중단한다고 선언하였다. 대신, 서드파티 플러그인, WMV 플레이어(Flip4Mac으로 생산하고 관리)를 배포하여 몇 가지 종류의 윈도우 미디어가 애플의 퀵타임 플레이어와 다른 퀵타임 인식 응용 프로그램에서 재생할 수 있게 하고 있다.
| 버전                                                     | 출시일 | 최신 빌드 | 지원 운영 체제 | 코드 이름                                                    |
| 마이크로소프트 윈도우                                    | 마이크로소프트 윈도우                                                                                              | 마이크로소프트 윈도우 | 마이크로소프트 윈도우 | 마이크로소프트 윈도우                                        |
| -------------------------------------------------------- | --- | --- | --- | ------------------------------------------------------------ |
| 미디어 플레이어                                          | 2022년 2월 15일 | 11.2205.22.0 | 윈도우 11 |                                                              |
| 윈도우 미디어 플레이어 12                                | 2009년 7월 22일 ~ 2015년 7월 15일                                                                                  | 12.0.22621.457 (윈도우 11) 12.0.18362.1 (윈도우 10) 12.0.9600.19208 (윈도우 8.1) 12.0.9200.22622 (윈도우 8) 12.0.7601.26614 (윈도우 7) | 윈도우 11 윈도우 서버 2019 윈도우 서버 2022 윈도우 10 윈도우 서버 2016 윈도우 8.1 윈도우 서버 2012 R2 윈도우 8 윈도우 서버 2012 윈도우 7 윈도우 서버 2008 R2 |                                                              |
| 윈도우 미디어 플레이어 11                                | 2006년 10월 30일                                                                                                   | 11.0.6003.20555 (Vista) 11.0.5721.5280 (XP)                                                                                            | 윈도우 서버 2008 윈도우 비스타 윈도우 XP SP2 & SP3 윈도우 XP 64비트 에디션                                                                                   | Aurora (Vista) Polaris (XP)                                  |
| 윈도우 미디어 플레이어 10                                | 2004년 10월 12일                                                                                                   | 10.00.00.4081 | 윈도우 서버 2003 SP2 윈도우 XP 윈도우 XP 64비트 에디션 | Crescent                                                     |
| 윈도우 미디어 플레이어 9 시리즈                          | 2003년 1월 27일 | 9.00.00.2991 (Server 2003) 9.00.00.4510 (XP)                                                                                           | 윈도우 서버 2003 윈도우 XP 윈도우 2000 윈도우 Me 윈도우 98 / 윈도우 98 SE                                                                                    | Corona                                                       |
| 윈도우 미디어 플레이어 (8) for 윈도우 XP                 | 2001년 10월 25일                                                                                                   | 8.0.0.4477 | 윈도우 XP |                                                              |
| 윈도우 미디어 플레이어 7.1                               | 2001년 5월 16일 (98, 98 SE, Me, 2000)                                                                              | 7.1 | 윈도우 98 / 윈도우 98 SE 윈도우 Me 윈도우 2000 |                                                              |
| 윈도우 미디어 플레이어 7.0                               | 2000년 7월 17일 (9x, NT, 2000, Me) 윈도우 Me에 기본 내장되어있는 버전이다.                                         | 7.0 | 윈도우 95 윈도우 98 / 윈도우 98 SE 윈도우 Me 윈도우 NT 4.0 윈도우 2000                                                                                       | 인터넷 익스플로러 4가 설치 되어 있지 않으면 설치 할 수 없다. |
| 윈도우 미디어 플레이어 6.4 (mplayer2 for 2000, XP)       | 1999년 11월 22일 윈도우 2000에 기본 내장되어있는 버전이다.                                                         | 6.4.09.1130 (XP) 6.4.09.1129 (2000) 6.4.09.1125 (Server 2003)                                                                          | 윈도우 95 윈도우 98 / 윈도우 98 SE 윈도우 Me 윈도우 NT 4.0 윈도우 2000 윈도우 XP                                                                             | 인터넷 익스플로러 상관없이 설치가 가능하다.                  |
| 윈도우 미디어 플레이어 6.1                               | 1998년 6월 25일 윈도우 95, 윈도우 NT 4.0에 지원이 가능하며, 윈도우 98 / 윈도우 98 SE에 기본 내장되어있는 버전이다. | | 윈도우 95 윈도우 NT 4.0 윈도우 98 / 윈도우 98 SE |                                                              |
| 윈도우 CE / 윈도우 모바일 / 포켓 PC / 다른 핸드헬드 장치 | | | |                                                              |
| 윈도우 미디어 플레이어                                   | 2000년 4월 일자 미상                                                                                               | | 핸드헬드 PC |                                                              |
| 윈도우 미디어 플레이어 1.2                               | 2000년 7월 일자 미상                                                                                               | | 팜사이즈 PC |                                                              |
| 윈도우 미디어 플레이어 7                                 | 2000년 12월 12일                                                                                                   | | 포켓 PC |                                                              |
| 윈도우 미디어 플레이어 8                                 | 2002년 6월 일자 미상                                                                                               | | 포켓 PC (버전 2002, 스마트폰) |                                                              |
| 윈도우 미디어 플레이어 9 시리즈                          | 2003년 6월 23일 | | 윈도우 모바일 2003 | Corona                                                       |
| 윈도우 미디어 플레이어 10                                | 2005년 5월 9일 | | 윈도우 모바일 5.0 윈도우 모바일 6.0 |                                                              |
| 윈도우 미디어 플레이어 11                                | 2008년 일자 미상                                                                                                   | | 윈도우 모바일 6.1 윈도우 모바일 7 |                                                              |
| 맥 OS                                                    | | | |                                                              |
| 윈도우 미디어 플레이어 6.3                               | 2000년 7월 17일 | | 맥 OS 7 맥 OS 8 |                                                              |
| 윈도우 미디어 플레이어 7                                 | 2001년 7월 24일 | 7.0.1 | 맥 OS 8 맥 OS 9 |                                                              |
| 윈도우 미디어 플레이어 9 시리즈                          | 2003년 11월 7일 | | 맥 OS X | Corona                                                       |
| 솔라리스                                                 | | | |                                                              |
| 윈도우 미디어 플레이어 6.3                               | 2000년 7월 17일 | | 솔라리스 |                                                              |

- 윈도우 XP에서는 윈도우 미디어 플레이어 8(SP2 이상의 경우는 9)와 함께 윈도우 3.1 시절의 매체 재생기와 윈도우 미디어 플레이어 6.4가 함께 존재한다.
- 윈도우 미디어 플레이어 12버전은 JPEG, PNG 등의 이미지 파일을 슬라이드 쇼 형식으로 재생 시킬 수 있다.

## 같이 보기
- 윈도우 미디어
- 미디어 플레이어 클래식